# Rhamphosipyloidea philippa
Rhamphosipyloidea philippa är en insektsart som först beskrevs av Carl Stål 1877.  Rhamphosipyloidea philippa ingår i släktet Rhamphosipyloidea och familjen Diapheromeridae. Inga underarter finns listade i Catalogue of Life.